# Bundesautobahn 650
De Bundesautobahn 650 (BAB650), kortweg A650, is een Duitse autosnelweg die begint bij het plaatsje Bad Dürkheim en vervolgens de A61 bij Kreuz Ludwigshafen kruist en zo Ludwigshafen met dat knooppunt verbindt. De weg is bedoeld om de stad Ludwigshafen te verbinden met de A61. Een soort regionale verbindingsweg in autobahnvorm.